# 21913 Taylorjones
21913 Taylorjones este un asteroid din centura principală de asteroizi.

## Descriere
21913 Taylorjones este un asteroid din centura principală de asteroizi. A fost descoperit pe 3 noiembrie 1999 la Socorro, New Mexico, în cadrul proiectului LINEAR. Asteroidul prezintă o orbită caracterizată de o semiaxă mare de 2,71 ua, o excentricitate de 0,06 și o înclinație de 1,6° în raport cu ecliptica.